# Pantera (rodzaj ssaków)
Pantera (Neofelis) – rodzaj ssaków drapieżnych z podrodziny panter (Pantherinae) w obrębie rodziny kotowatych (Felidae).

## Rozmieszczenie geograficzne
Rodzaj obejmuje gatunki występujące w południowej i południowo-wschodniej Azji (Chińska Republika Ludowa, Tajwan, Indie, Bangladesz, Nepal, Bhutan, Mjanma, Laos, Kambodża, Wietnam, Tajlandia, Malezja, Brunei oraz Indonezja (Sumatra i Borneo)).

## Morfologia
Długość ciała 68,6–106,7 cm, długość ogona 60–85 cm; masa ciała 10–25 kg (dorosłe samce są większe i cięższe od dorosłych samic).

## Systematyka
Rodzaj zdefiniował w 1867 roku angielski zoolog John Edward Gray w artykule zatytułowanym Notatki o czaszkach kotów (Felidae), opublikowanym w czasopiśmie „Proceedings of the Zoological Society of London”. Gray wymienił dwa gatunki – Felis macrocelis Horsfield, 1825 (= Felis diardi G. Cuvier, 1823) i Leopardus brachyurus Swinhoe, 1862 (= Felis nebulosa Griffith, 1821) – nie wskazując gatunku typowego; gatunkiem typowym jest (późniejsze oznaczenie) Felis macrocelis Horsfield, 1825 (= Felis diardi G. Cuvier, 1823) (pantera sundajska).

### Etymologia
Neofelis: gr. νεος neos ‘nowy’; rodzaj Felis Linnaeus, 1758 (kot).

### Podział systematyczny
Do rodzaju do niedawna należał jeden gatunek N. nebulosa, jednak na podstawie analizy mitochondrialnego DNA, mikrosatelitów oraz badań morfologicznych wyodrębniono drugi gatunek. Do rodzaju należą następujące gatunki:
| Grafika | Gatunek           | Autor i rok opisu | Nazwa zwyczajowa  | Podgatunki         | Rozmieszczenie geograficzne | Podstawowe wymiary                          | Status IUCN |
| ------- | ----------------- | ----------------- | ----------------- | ------------------ | --- | ------------------------------------------- | ----------- |
|         | Neofelis nebulosa | (Griffith, 1821)  | pantera mglista   | gatunek monotypowy | mocno rozdrobnione populacje od sub-himalajskiego podgórza Nepalu i północno-wschodnich Indii przez kontynentalną Azję Południowo-Wschodnią do południowej Chińskiej Republiki Ludowej; zakres wysokości: 0–3500 m n.p.m. | DC: 68,6–106,7 cm DO: 61–84 cm MC: 11–23 kg | VU          |
|         | Neofelis diardi   | (G. Cuvier, 1823) | pantera sundajska | 2 podgatunki       | Sumatra (włącznie z Wyspami Batu) i Borneo; zakres wysokości: do 2000 m n.p.m. | DC: 70–105 cm DO: 60–85 cm MC: 10–25 kg     | VU          |

Kategorie IUCN:  VU  – gatunek narażony.